# Euxoa cortii
Euxoa cortii är en fjärilsart som beskrevs av Wagner 1930. Euxoa cortii ingår i släktet Euxoa och familjen nattflyn. Inga underarter finns listade i Catalogue of Life.